# Дуж реке током светковине Ћингминг
Дуж реке током светковине Ћингминг или Дуж реке током Дана чистог сјаја је једна од најзначајнијих слика у кинеском сликарству. Осликао је сликар династије Сунг, Чанг Цедуан у 12. веку. Слика је осликана на дугачком свитку од 528 cm, висине 28.4, а данас се налази у Дворском музеју (у склопу забрањеног града) у Пекингу.

## О слици
Дуж реке током светковине Ћингминг је слика која има репутацију "кинеске Мона Лизе". Позната по својим реалистичним детаљима, састоји се од дугачког свитка који је подељен у три сегмента. Први сегмент је у магли, виде се колибе, неколико дрвећа, мостови, вода и чамци. Слуге терају магарце које носе товар угља. Мост је приказан у великог гужви где људи јашу коње, носе товар на раменима у повратку са периферије града где су највероватније чистили гробове (тај сегмент одређује временски тренутак као Дан чистог сјаја). Она представља увод у остатак слике.
Други сегмент приказује реку Бијен где се налазе чамци за транспорт пшенице који су привезани уз обалу. У близини се налазе разне радње, пролазници учествују у низу активности, једу, одмарају, чак се у једном детаљу прориче и судбина.
Последњи сегмент садржи велику градску кулу. Ту су чајџинице, продавнице пића, обуће, месаре, храмови. Људи су приказани у најразличитијим слојевима, од богатих до сиромашних, жена, мушкараца, деце, стараца, научника, фармера, трговаца, људи свих религија и убеђења. У укупној дужини слике приказано је око 550 типова људи, педесетак животиња, двадесет мостова, двадесетак различитих бродова. Њени детаљи много говоре о начину живота и за 12. век приказала је висок ниво економског развоја, пољопривреде, занатства, културе итд.
Њени детаљи, приказани у различитим изразима лица људи или у текстури грађевина задивљују и данашње посматраче. Током изложбе одржаној у Шангају 2010. године, слика је, уз помоћ рачунара пројектована на огромно платно дугачко 128 м, а широко 6.5, чиме је оригинална слика увећана више од сто пута.

## Чанг Цедуан
Аутор слике, Чанг Цедуан (Џанг Цедуан) живео је од 1085-1145. и долазио је из Шандонга, Вученга. У младости је отишао у престоницу Бијен како би се бавио студијама а током владавине цара Хуицунга постављен је за учитеља у Ханлингу где се потпуно посвећује сликању. Био је дворски сликар и живео је у време династије северни Сунг. Дуж реке током светковине Ћингминг је његово најпознатије дело.